# Gouvernement Nehru I
Dominion de l'Inde (1947-1950)
République de l'Inde (1950-1952)
Gouvernement intérimaire Nehru II
Le premier gouvernement Jawaharlal Nehru est le premier gouvernement de l'Inde indépendante. 
Il est formé le jour de l'indépendance, le 15 août 1947, alors que l'Inde devient un dominion. Il reste en fonction pendant que l'Assemblée constituante débat la nouvelle Constitution, qui entre en vigueur le 26 janvier 1950 et fait de l'Inde une république, et jusqu'à la tenue des premières élections à la Lok Sabha en 1952.
Le gouvernement est dirigé par Jawaharlal Nehru et est formé de membres du Congrès. 

## Contexte
L'Assemblée constituante est formée en 1946, alors que l'Inde est toujours sous domination britannique, afin de préparer l'indépendance. Elle est élue au suffrage indirect par les assemblées provinciales et le Congrès y dispose d'une large majorité. Un gouvernement intérimaire est formé le 2 septembre 1946 avec déjà Jawaharlal Nehru à sa tête.
En juin 1947, les élus des provinces du Sindh, du Bengale oriental, du Baloutchistan, du Pendjab occidental et de la Frontière du Nord-Ouest se retirent pour former l'Assemblée constituante pakistanaise qui siège à Karachi. Seuls 28 membres de la Ligue musulmane restent membre de l'Assemblée indienne. Plus tard, 93 membres sont nommés par les États princiers.
Le 15 août 1947, le dominion de l'Inde devient indépendant en même temps que le dominion du Pakistan et Jawaharlal Nehru est confirmé comme Premier ministre.

## Composition
| Fonction | Nom                         | Prise de fonction | Fin de fonction   | Parti | Parti                       |
| --- | --------------------------- | ----------------- | ----------------- | ----- | --------------------------- |
| Premier ministre Ministre des Affaires extérieures et des Relations avec le Commonwealth Ministre de la Recherche scientifique | Jawaharlal Nehru            | 15 août 1947      | 15 avril 1952     |       | Congrès                     |
| Vice-Premier ministre | Sardar Vallabhbhai Patel    | 15 août 1947      | 15 décembre 1950  |       | Congrès                     |
| Ministre des Affaires intérieures et des États                                                                                 | Sardar Vallabhbhai Patel    | 15 août 1947      | 15 décembre 1950  |       | Congrès                     |
| Ministre des Affaires intérieures et des États                                                                                 | Chakravarti Rajagopalachari | 26 décembre 1950  | 25 octobre 1951   |       | Congrès                     |
| Ministre des Affaires intérieures et des États                                                                                 | Kailash Nath Katju          | 1951              | 15 avril 1952     |       | Congrès                     |
| Ministre de l'Information et de la Radio-télédiffusion                                                                         | Sardar Vallabhbhai Patel    | 15 août 1947      | 1949              |       | Congrès                     |
| Ministre de l'Information et de la Radio-télédiffusion                                                                         | R. R. Diwakar               | 1949              | 15 avril 1952     |       | Congrès                     |
| Ministre des Finances | R. K. Shanmukham Chetty     | 15 août 1947      | 1949              |       | Congrès                     |
| Ministre des Finances | John Mathai                 | 1949              | 1950              |       | Congrès                     |
| Ministre des Finances | C. D. Deshmukh              | 1950              | 15 avril 1952     |       | Congrès                     |
| Ministre de la Loi | Bhimrao Ramji Ambedkar      | 15 août 1947      | 1951              |       | Scheduled Castes Federation |
| Ministre de la Défense | Baldev Singh                | 15 août 1947      | 15 avril 1952     |       | Congrès                     |
| Ministre des Chemins de fer et des Transports                                                                                  | John Mathai                 | 15 août 1947      | 22 septembre 1948 |       | Congrès                     |
| Ministre des Chemins de fer et des Transports                                                                                  | N. Gopalaswami Ayyangar     | 22 septembre 1948 | 15 avril 1952     |       | Congrès                     |
| Ministre de l'Éducation | Abul Kalam Azad             | 15 août 1947      | 15 avril 1952     |       | Congrès                     |
| Ministre de l'Agriculture et de l'Alimentation                                                                                 | Jairamdas Daulatram         | 15 août 1947      | 15 avril 1952     |       | Congrès                     |
| Ministre de l'Industrie et du Ravitaillement                                                                                   | Syama Prasad Mukherjee      | 15 août 1947      | 6 avril 1950      |       | Congrès                     |
| Ministre du Commerce | C. H. Bhabha                | 15 août 1947      | 15 avril 1952     |       | Congrès                     |
| Ministre des Communications | Rafi Ahmed Kidwai           | 15 août 1947      | 15 avril 1952     |       | Congrès                     |
| Ministre de la Santé | Rajkumari Amrit Kaur        | 15 août 1947      | 15 avril 1952     |       | Congrès                     |
| Ministre des Travaux, des Mines et de l'Énergie                                                                                | Narhar Vishnu Gadgil        | 15 août 1947      | 15 avril 1952     |       | Congrès                     |
| Ministre des Secours et des Réhabilitation                                                                                     | Kshitish Chandra Neogy      | 15 août 1947      | avril 1950        |       | Congrès                     |
| Ministre sans portefeuille | N. Gopalaswami Ayyangar     | 15 août 1947      | 22 septembre 1948 |       | Congrès                     |
| Ministre sans portefeuille | Mohanlal Saksena            | 15 août 1947      | 15 avril 1952     |       | Congrès                     |